# Turmhügel Münchberg
Der Turmhügel Münchberg ist eine abgegangene, nur in Resten sichtbare Turmhügelburg (Motte) in Münchberg im bayerischen Landkreis Hof.
Die Burganlage soll sich im Tal der Pulschnitz im Winkel zwischen der Bahnhofstraße und der Kirchenlamitzer Straße befunden haben.
Die Motte wurde um 1100 zur Sicherung der Siedlung gegründet. Die Seitenlänge ihres Kernhügels wird auf siebzehn, die Breite des umgebenden Grabens auf zehn und dessen Tiefe auf rund zwei Meter geschätzt. Von der Anlage ist nichts mehr erhalten. Vermutlich befand sich in der Nähe des Turmhügels bei den Gebäuden Bahnhofstraße 11 und 13 sowie Ottostraße 1, 3 und 5 nach Karl Dietel ein Herrenhof.
Erst 1408, in dem ältesten erhaltenen Register über Stadt und Amt Muenchberg, wird von diesem Turmhügel berichtet.
Darin wird das „wal vor der statt an der Pulsnitz, mit eynem wassergraben umbfangen“ aufgeführt, dass sich damals im Besitz des Burggrafen von Nürnberg befand.
Das ehemalige Areal des Turmhügels befand sich in der jetzigen Bahnhofstraße 7 (Hinterhaus). Der Herrenhof lag unmittelbar daneben. In der Mitte des 16. Jahrhunderts kaufte ein Cristoff Ruxteschell aus der Vorstadt von Muenchberg von einem Hans Roedel den sogenannten „wall, so mit einem Wassergraben umgeben“.